# Wielki Sławków
Wielki Sławków (słow. Veľký Slavkov, niem. Großschlagendorf, węg. Nagyszalók) – wieś gminna (obec) w północnej Słowacji, w powiecie Poprad, w historycznym rejonie Spisz. Położona jest w Obniżeniu Liptowsko-Spiskim (Podtatranská kotlina), u podnóża Tatr Wysokich, 5 kilometrów od Popradu.
Wielki Sławków jest jedną z najstarszych wsi pod Tatrami – pierwsza wzmianka o niej pochodzi z 1251 (pod nazwą Zolok), choć okolice były zasiedlone już w neolicie. W XIII wieku pojawili się tutaj koloniści niemieccy i to prawdopodobnie oni byli założycielami wsi. Wkrótce miejscowość uzyskała prawa miejskie i przyłączyła się do miast spiskich i korzystała z królewskich przywilejów tzw. Stowarzyszenia Sasów Spiskich (Bund der Zipser Sachsen) z roku 1271. W XV wieku, kiedy część miejscowości została zastawiona Polsce (patrz: zastaw spiski), Sławków stał się częścią Prowincji XI Miast Spiskich (Provinz der 11 Zipser Städte), która jednak szybko straciła na znaczeniu i od 1465 przeszedł we władania rodziny Zápolya, panów na Spiskim Zamku.
Wielki Sławków był duża gminą i sięgała głęboko w Tatry. To niej zawdzięcza swoją nazwę Sławkowski Szczyt. Pierwsze wejście na tę górę nastąpiło w 1664. 
Aż do II wojny światowej mieszkała w Sławkowie silna społeczność niemiecka. W 1947 północną część gminy przyłączono do nowo utworzonego miasta Wysokie Tatry – od tego momentu wieś nie ma bezpośredniej styczności z górami.
W Wielkim Sławkowie urodzili się dwaj węgierscy uczeni, bracia Pál (1810–1891) – językoznawca i etnograf oraz János Hunfalvy (1820–1888) – geograf.
Obecnie Wielki Sławków stanowi bazę wypadową w Tatry oraz noclegową dla licznych turystów.